# Мелитон Кантария
Мелитон Варламович Кантария (на грузински: მელიტონ ქანთარია, на руски: Мелитон Варламович Кантария) е етнически мегрел, известен червеноармеец (разузнавач, сержант), после абхазки и грузински политик.

## Биография
Роден е в село (дн. град) Джвари в Грузия на 5 октомври 1920 г. Работи в местния колхоз до призоваването му в Червената армия през 1940 г.
Участва във Втората световна война от декември 1941 г. Разузнавач е в 756-и стрелкови полк от 150-а стрелкова дивизия от 3-та ударна армия от I беларуски фронт.

### Знаме на победата
По заповед на лейтенант Алексей Берест сержант Михаил Егоров и младши сержант Кантария забиват Знамето на победата на покрива на Райхстага по време на битката за Берлин.
В сградата на Райсхтага са се укрепили германски войници, по-голяма част от които са елитни СС бойци, отбраняват се ожесточено. Когато до Райхстага остават 80 – 100 метра, сержант Егоров, младши сержант Кантария и лейтенант Алексей Берест пропълзяват в зданието и развяват Червеното знаме от етажите на сградата. Въодушевени от това, червеноармейците стремително атакуват противника и нахлуват в Райхстага. Сражават се за всеки етаж, всяка стая. Червеното знаме е поставено на купола на зданието на 1 май. То е обявено за официалното Знаме на победата.

### След войната
След демобилизирането му (1946) се връща в родния си край, работи в колхоз.
Става директор на магазин в Сухуми, столицата на Абхазия. Избран е за депутат във Върховния съвет на Абхазката АССР.
После живее в гр. Очамчира. Става депутат във Върховния съвет на Грузинската ССР.
Принуден е да напусне родината си по време на абхазко-грузинския конфликт през септември 1993 г. Установява се в Москва, където скоро почива.

## Награди
С указ на Президиума на Върховния съвет на СССР е награден със званието „Герой на Съветския съюз“ и орден „Ленин“ (1946).
Удостоен е със званието „Почетен гражданин на Берлин“ (1965), но му е отнето (1992) след присъединяването на ГДР към ФРГ.